# Hinlopenstrædet
Hinlopenstrædet (norsk Hinlopenstretet eller Hinlopenstredet) er et stræde i Barentshavet i  øgruppen Svalbard mellem øerne Spitsbergen og Nordaustlandet.
Strædet er 150 km langt, mellem 10 og 60 km bredt og strækker sig fra Cape Payer i syd til Verlegenhuken i nord. Det er over 400 m dybt og er opdelt i en række bassiner. I sin sydlige del rummer den adskillige øer. Passagen er vanskelig på grund af pakisen, som man ofte støder på her .
Hinlopen-strædets kystlinje er afbrudt af flere fjorde, hvoraf nogle skærer dybt ind i det tilgrænsende fastland. Disse er Murchison og Wahlenbergfjorden i øst og Sorg og Lomfjorderne i vest. Adskillige store gletsjere kælver ind i Hinlopenstrædet, herunder Etonbreen og Svalbards største udløbsgletsjer på 1248 km², Hinlopenbreen. 

## Flora og fauna
Floraen ved kysterne og på øerne i Hinlopenstrædet er sparsom. De fleste områder er kolde ørkener. Den dominerende plante er Svalbardvalmuen (papaver dahlianum). I tundraen ved Lomfjorden, Murchisonfjorden og Wahlenbergfjorden er den arktiske lund ( Luzula nivalis ) almindelig. Moser og lav er også repræsenteret.
Der er nogle større havfuglekolonier, især på den vestlige side af sundet. Den største er på Alkefjellet syd for Lomfjorden. Flere hundrede tusinde rider og polarlomvier yngler på Alkefjellet om foråret og sommeren. I 
I området omkring Hinlopenstrædet finder man mallemuk, søkonge, tejstn og Edderfugl. I nærheden af fuglekolonierne kan man også møde polarrævenr. I Augustabugta og Vibebukta kan man træffes hvalroser. Også isbjørnen er relativ hyppig. 
Siden 1973 har Hinlopenstrædet været en del af Nordaust-Svalbard naturreservat.

## Historie
Strædet er sandsynligvis opkaldt efter lederen af Nordisk Kompagni, Tymen J. Hinlopen (1572–1637).Det blev tidligt besøgt af hvalfangere og pomorere. I 1827 kortlagde Henry Foster den nordlige del og fandt god overensstemmelse med hollandske kort fra begyndelsen af 1700-tallet. På den første tyske nordpolarekspedition i 1868 sejlede Carl Koldewey gennem Hinlopenstrædet med skibet Grønland. Talrige geografiske navne kan spores tilbage til denne ekspedition, såsom Bastianøyane, Wilhelmøya og Augustabukta.

## Galleri
- Kap Fanshawe
- Alkefjellet
- Alkefjellet
- Olympen